# Eugenio Gignous

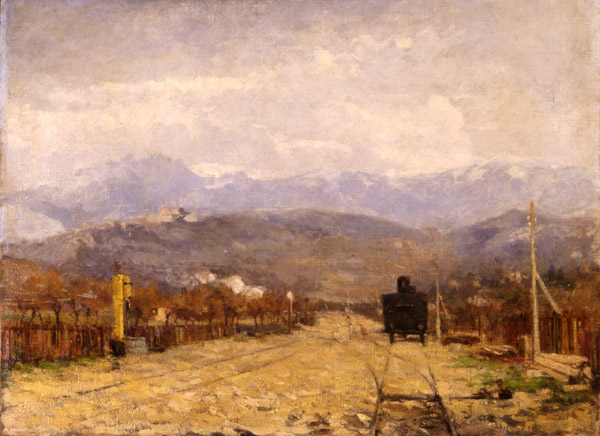
Eugenio Gignous:
Paesaggio con treno

Eugenio Gignous (* 4. August 1850 in Mailand; † 30. August 1906 in Stresa) war ein italienischer Maler und ein Vertreter des italienischen Impressionismus.

## Leben
Gignous studierte in den Jahren 1864 bis 1870 bei Oscar Ricciardi und Gaetano Fasanotti an der Mailänder Accademia di Brera. Unter den dortigen Einflüssen von Tranquillo Cremona und Filippo Carcano wandte er sich der Plein-air-Malerei (Freilichtmalerei) zu.
Nach 1870 stellte er zunächst häufig bei den großen italienischen Kunstausstellungen in Turin, Genua und Venedig aus. Später kam er zu einigen Ruhm und internationalem Ansehen (Ausstellungen und Preise in Paris, München, London, Brüssel, Buenos Aires, Rio de Janeiro). 1887 ließ er sich in Stresa am Lago Maggiore nieder. In diesen Jahren entstanden viele seiner Landschaftsbilder.

## Werk
Zunächst war sein Werk noch einem realistischen Stil mit festen Konturen verpflichtet. Dieser wurde dann mehr und mehr von einem freieren, die Einflüsse des Lichts beachtenden Malweise abgelöst. Hier zeigen sich Verwandtschaften zu den französischen Impressionisten und zu den italienischen Zeitgenossen in Florenz und Neapel, den Macchiaioli (von italienischen Macchia für Flecken). Jedoch bleiben seine Werke stets näher an der Natur, die Auflösung der Konturen ist nie bestimmendes Element. Kunstgeschichtlich steht er deshalb zwischen Impressionismus und „verismo“, der ital. Spielart des Realismus. Für ihn blieb der Realismus stets bestimmend.
Seine Werke können in einigen Museen Italiens besichtigt werden. Viele Bilder befinden sich auch in Privatbesitz, weshalb sie nicht selten in den internationalen Kunsthandel gelangen.

## Werke in öffentlichen Sammlungen
- Veduta del Monte Rosa, Galleria d'Arte Moderna, Rom
- Primavera, Galleria d'Arte Moderna, Milano
- Sul Mottarone, Galleria d'Arte Moderna, Milano
- Lago Maggiore, Feriolo, Gallerie di Palazzo Leoni Montanari, Vicenza
- Paesaggio con treno, Gallerie di Palazzo Leoni Montanari, Vicenza
- Pecetto Macugnaga, Gallerie di Palazzo Leoni Montanari, Vicenza
- Prima neve, Galleria d'Arte Moderna Ricci Oddi, Piacenza
- Bosco, Galleria d'Arte Moderna Ricci Oddi, Piacenza
- Pianura Lombarda, Museo del Paesaggio, Verbania Pallanza
- Fletschhorn, Museo del Paesaggio, Verbania Pallanza